# Oswaldibergtunnel

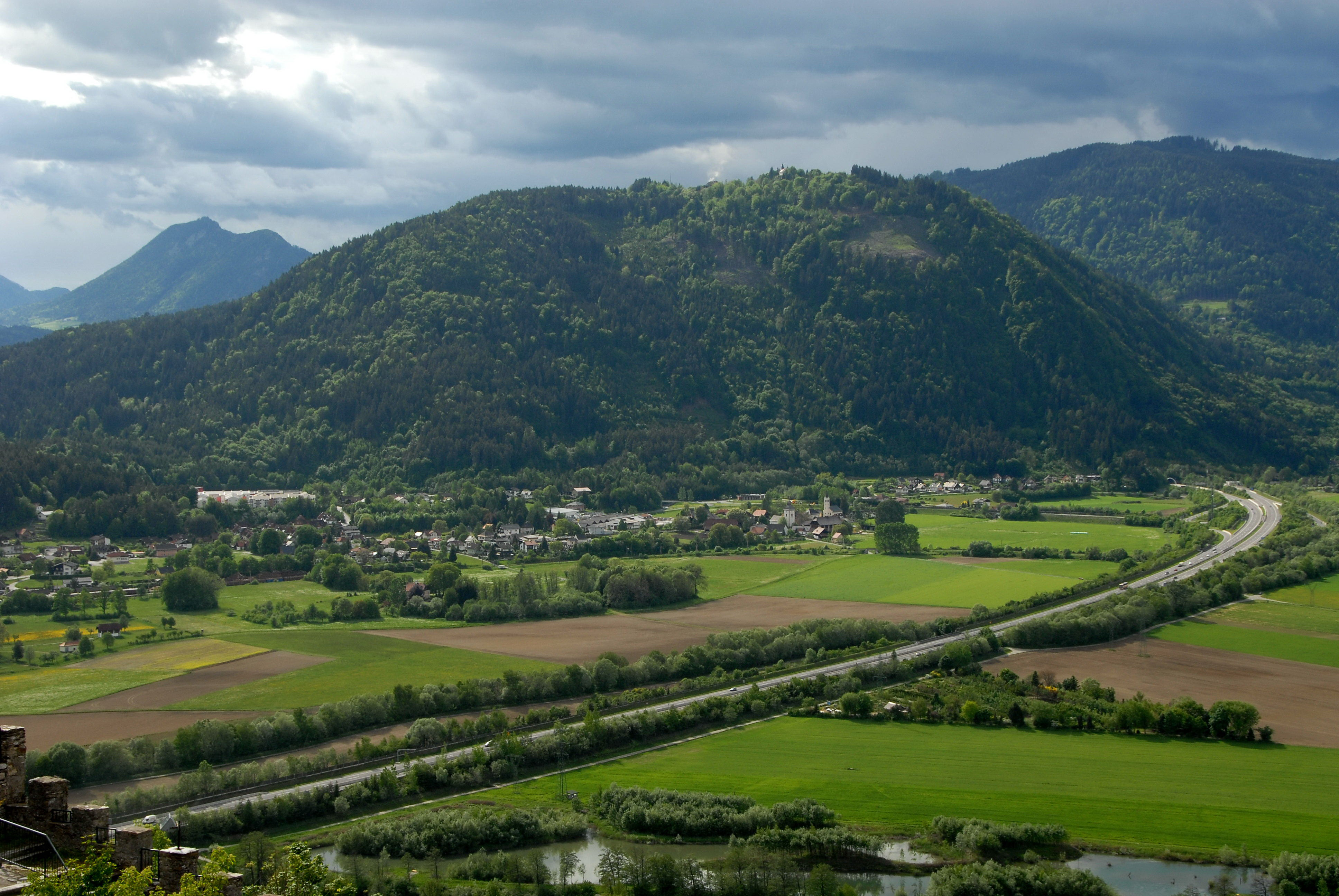
Tauern Autobahn (A10) met Oswaldiberg

De Oswaldibergtunnel is een autotunnel in de Oostenrijkse provincie Karinthië en onderdeel van de Tauern Autobahn (A10).
De Oswaldibergtunnel is de langste tunnel met twee tunnelbuizen van de Oostenrijkse provincie Karinthië. Hij werd gebouwd zodat het verkeer niet meer door Villach hoeft te rijden. De tunnel begint na afrit Villach West en eindigt voor afrit Villach/Ossiacher See en doorkruist de Oswaldiberg.
De tunnel is 4307m lang en werd op 12 maart 1987 geopend. In 2004 werd de tunnel met compleet nieuwe veiligheidssystemen uitgerust. Dagelijks rijden er gemiddeld 25.000 voertuigen door de tunnel. De tunnelcentrale bevindt zich in Zauchen.